# Национальный парламент Папуа — Новой Гвинеи
Национальный парламент Папуа — Новой Гвинеи (англ. National Parliament of Papua New Guinea) — однопалатный парламент Папуа — Новой Гвинеи, высший законодательный орган государственной власти. Парламентская система Папуа — Новой Гвинеи относится к вестминстерской системе. Парламент выбирает генерал-губернатора, который представляет главу государства — британского монарха и исполняет преимущественно церемониальные функции. Национальный парламент состоит из 111 депутатов. 89 депутатов избираются народом, 22 назначаются от провинций. Срок полномочий 5 лет. Парламент назначает премьер-министра, как правило лидера партии парламентского большинства, которого утверждает генерал-губернатор. Премьер-министр возглавляет Национальный исполнительный комитет (National Executive Council, NEC). Состав правительства утверждает генерал-губернатор. В Папуа — Новой Гвинее многопартийная система.
Спикером 2 августа 2017 года избран Джоб Помат от Партии народного национального конгресса.

## Результаты выборов
По результатам всеобщих выборов 2017 года:
| Партия                                                   | Места |
| -------------------------------------------------------- | ----- |
| Партия народного национального конгресса                 | 27    |
| Партия национального альянса                             | 14    |
| Партия Пангу                                             | 11    |
| Партия объединённых сил                                  | 9     |
| Партия Папуа — Новой Гвинеи                              | 6     |
| Народная прогрессивная партия                            | 5     |
| Социал-демократическая партия                            | 3     |
| Партия триумфа наследия и расширения прав и возможностей | 3     |
| Национальная партия                                      | 2     |
| Народная трудовая партия                                 | 2     |
| Народная партия                                          | 2     |
| Христианская демократическая партия                      | 1     |
| Коалиция за реформы                                      | 1     |
| Меланезийский альянс                                     | 1     |
| Меланезийская либеральная партия                         | 1     |
| Наше развитие                                            | 1     |
| Народное демократическое движение                        | 1     |
| Народное движение за перемены                            | 1     |
| Деревенская партия                                       | 1     |
| Объединённая партия                                      | 1     |
| Независимые                                              | 14    |
| Незаявленные                                             | 4     |
| Всего                                                    | 111   |